# Pouteria melanopoda
Pouteria melanopoda är en tvåhjärtbladig växtart som beskrevs av Pierre Joseph Eyma. Pouteria melanopoda ingår i släktet Pouteria och familjen Sapotaceae. IUCN kategoriserar arten globalt som livskraftig. Inga underarter finns listade i Catalogue of Life.